# Кашарський район
Каша́рський райо́н (рос. Кашарский район) — район у північній частині Ростовської області Російської Федерації. Адміністративний центр — слобода Кашари.

## Географія
Район розташований у центрально-північній частині області у межиріччі Дону та Сіверського Дінця. На півночі межує з Верхньодонським районом, на північному сході — з Боковським, на сході — із Совєтським, на південному сході — з Мілютінським, на південному заході — з Тарасовським, на заході — з Міллеровським, на північному заході — з Чертковським районом.

## Історія
Кашарський район був утворений 1924 року. У 1932 році він був ліквідований, а територія відійшла до складу сусіднього Міллеровського району. Але вже через рік район був відновлений. 1963 року район збільшив свою територію шляхом приєднання ліквідованого Київського та частини Селівановського районів.

## Населення
Населення району становить 24655 осіб (2013; 25355 в 2010).

## Адміністративний поділ
Район адміністративно поділяється на 10 сільських поселень, які об'єднують 73 сільських населених пунктів:
| Поселення                               | Площа, км² | Населення, осіб (2010) | Центр             | Населені пункти |
| --------------------------------------- | ---------- | ---------------------- | ----------------- | --------------- |
| Верхньомакієвське сільське поселення    | -          | 1650                   | Верхньомакієвка   | 5               |
| Верхньосвічниковське сільське поселення | -          | 1764                   | Верхньосвічниково | 12              |
| В'яжинське сільське поселення           | -          | 917                    | В'яжа             | 3               |
| Індустріальне сільське поселення        | -          | 1063                   | Індустріальний    | 3               |
| Кашарське сільське поселення            | -          | 8448                   | Кашари            | 11              |
| Києвське сільське поселення             | -          | 2140                   | Вторий Києвський  | 9               |
| Первомайське сільське поселення         | -          | 2938                   | Первомайське      | 7               |
| Поповське сільське поселення            | -          | 2747                   | Поповка           | 7               |
| Талловеровське сільське поселення       | -          | 2136                   | Талловеров        | 7               |
| Фоміно-Свічниковське сільське поселення | -          | 1552                   | Вишневка          | 9               |

### Найбільші населені пункти
| №  | Населений пункт | Населення, осіб (2010) |
| -- | --------------- | ---------------------- |
| 1  | Кашари          | 6 529                  |
| 2  | Первомайське    | 1 310                  |
| 3  | Верхньомакієвка | 1 220                  |
| 4  | Поповка         | 978                    |
| 5  | Талловеров      | 811                    |
| 6  | Індустріальний  | 784                    |
| 7  | Пономарьов      | 720                    |
| 8  | В'яжа           | 688                    |
| 9  | Дібровий        | 687                    |
| 10 | Розсош          | 572ё                   |

## Економіка
Район є цілком сільськогосподарським, тут працює 28 колективних та понад 200 фермерських господарств, які займаються вирощуванням зернових, технічних культур та тваринництвом.

## Персоналії
У районі народилися:
- Гриценко Анатолій Іванович — радянський поет
- Мрихін Дмитро Карпович — голова виконкому Курганської обласної ради (1955–1959)